# Pasir Madang
Pasir Madang is een bestuurslaag in het regentschap Bogor van de provincie West-Java, Indonesië. Pasir Madang telt 3884 inwoners (volkstelling 2010).